# Ahmed Akram
Ahmed Akram Muhammad Abbas Mahmoud (in arabo أحمد أكرم محمد عباس محمو‎?; Al-Qahira, 20 ottobre 1996) è un nuotatore egiziano, specializzato negli stili libero e farfalla.

## Biografia
Si è messo in evidenza ai Giochi olimpici giovanili di Nanchino 2014 dove ha vinto la medaglia d'oro negli 800 m stile libero e si è classificato 4º nei 400 m stile libero e 7º nei 200 m farfalla.
Si è laureato campione continentale nei 400, 800 e 1500 m stile libero e 200 m farfalla ai Giochi panafricani di Brazzaville 2015. Ha anche ottenuto l'argento nella staffetta 4x200 m stile libero.
Ha rappresentato l'Egitto ai Giochi olimpici estivi di Rio de Janeiro 2016, classificandosi 11º nei 1500 m stile libero e 27º nei 400 m stile libero.

## Palmarès
- Giochi panafricani

Brazzaville 2015: oro nei 400 m sl; oro negli m 800 m sl; oro nei 1500 m sl; oro nei 200 m farfalla; argento nella 4x200 m stile libero;
- Giochi olimpici giovanili

Nanchino 2014: oro negli 800 m sl;